# Dejan Dukovski
Dejan Dukovski (makedonska Дејан Дуковски), född 25 april 1969 i Skopje i Jugoslavien, är en makedonsk dramatiker och manusförfattare.

## Biografi
Dejan Dukovski avslutade studier i filosofi och teater på Universitetet i Skopje 1990 och arbetade därefter på den makedonska radion. 1993 började han undervisa i dramatiskt skrivande, 1996 blev han lektor i dramaturgi och 1998 blev han professor vid högskolan för teater och film i Skopje. Han debuterade som dramatiker 1988 med Balkanska gjroteska (Балканска гротеска - Balkangrotesk). Hans internationella genombrott som dramatiker kom 1994 med Bure barut (Буре барут - Krutdurken). Filmatiseringen från 1998 som bygger på pjäsen med manus av bland andra Dejan Dukovski själv har den internationella titeln Cabaret Balkan. Filmen har visats på Göteborg Film Festival med titeln Nattmänniskor i Belgrad.

## Uppsättningar i Sverige
- 1997 Krutdurken (Bure barut / Буре барут), Teater Tribunalen, Stockholm, översättning Jasenko Selimović & Per Arne Tjäder, regi Richard Turpin, med bl.a. Ingrid Luterkort (Skandinavienpremiär)
- 2000 Krutdurken, gästspel av Teater Viirus, Helsingfors på Scalateatern, Stockholm, översättning Jasenko Selimović & Per Arne Tjäder, regi Maarit Ruikka